# Väinö Muinonen
Väinö Muinonen (Finlandia, 30 de diciembre de 1898-10 de junio de 1978) fue un atleta finlandés especializado en la prueba de maratón, en la que consiguió ser subcampeón europeo en 1946.

## Carrera deportiva
En el Campeonato Europeo de Atletismo de 1946 ganó la medalla de plata en la carrera de maratón, recorriendo los 42,195 km en un tiempo de 2:26:08 segundos, llegando a meta tras su paisano finlandés Mikko Hietanen y por delante del soviético Yakov Puñko (bronce).